# Kermit, der Frosch

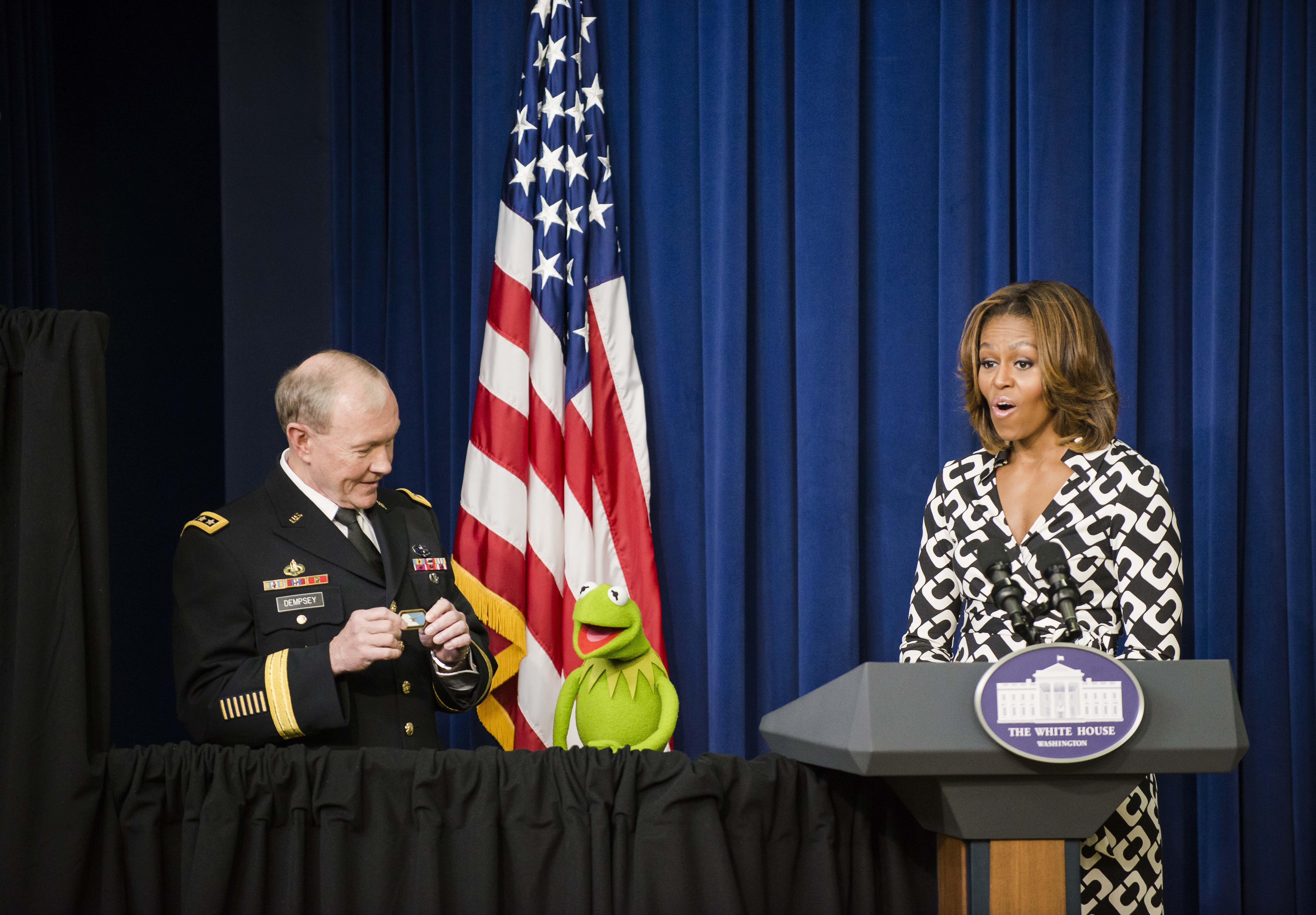
Kermit mit Michelle Obama und Martin E. Dempsey im Weißen Haus

Kermit, der Frosch (engl. Kermit the Frog) ist eine Hauptfigur der Muppet Show und gilt als Jim Hensons bekannteste Schöpfung. Kermit trat erstmals 1955 auf und ist der Protagonist zahlreicher Muppet-Produktionen, der Sesamstraße sowie anderer Fernsehserien, Filme und Specials. 
Die Figur wurde im Laufe der Zeit von verschiedenen Puppenspielern gespielt. Jim Henson spielte Kermit von 1955 bis zu seinem Tod im Jahr 1990. Steve Whitmire spielte Kermit von diesem Zeitpunkt an bis zu seinem Ausscheiden im Jahr 2016. Derzeit wird Kermit von Matt Vogel verkörpert. In den deutschen Übersetzungen wurde Kermit lange Zeit von Andreas von der Meden und Horst Gentzen gesprochen, später von Stefan Kaminski.
Kermit spielte 1970 die Hit-Single Bein' Green und 1979 The Rainbow Connection für den Film Muppet Movie ein, den ersten abendfüllenden Film mit den Muppets. The Rainbow Connection erreichte Platz 25 auf der Billboard Hot 100. Kermits markanter Blick und seine Stimme sind weltweit bekannt. 2006 wurde die Figur als Autor von Before You Leap: A Frog’s Eye View of Life’s Greatest Lessons, einer „Autobiographie“, die aus der Perspektive der Figur selbst erzählt wird, gewürdigt. Seit 2002 besitzt Kermit einen eigenen Stern auf dem Hollywood Walk of Fame.

## Ursprung und Name
Kermit tauchte erstmals am 9. Mai 1955 in der Premiere von Sam and Friends im WRC-TV auf. Der originale Kermit wurde aus einem ausrangierten Frühlingsmantel von Hensons Mutter und zwei Tischtennisballhälften als Augen hergestellt. Ursprünglich war Kermit eine echsenähnliche Kreatur. Erst später, nach einer Reihe von Fernsehauftritten, wurde sein Status als Frosch festgelegt. Sein Kragen wurde damals hinzugefügt, um ihn froschähnlicher erscheinen zu lassen und die Naht zwischen seinem Kopf und seinem Körper zu verbergen.
Der Ursprung von Kermits Namen ist Gegenstand einiger Debatten. Es wird oft behauptet, dass Kermit nach Hensons Kindheitsfreund Kermit Scott benannt wurde. Andere Theorien gehen davon aus, dass Kermit der Frosch nach dem Vater einer Tontechnikerin benannt wurde, die mit Henson beim Sender WBAL-TV zusammenarbeitete. Eine andere weit verbreitete Ansicht ist, dass Kermit nach Kermit Love benannt wurde, der mit Henson bei der Gestaltung und dem Bau von Muppets, insbesondere in der Sesamstraße, zusammengearbeitet hat. Die Verbindung zwischen Love und Henson begann aber erst lange nach Kermits Schöpfung und Namensgebung und Love leugnete immer jede Verbindung zwischen seinem Namen und dem der Figur.

### Name in anderen Sprachen
Da die Sesamstraße für einige verschiedene Märkte lokalisiert worden ist, welche andere Sprachen als Englisch sprechen, wird Kermit oft umbenannt. In Portugal heißt er Cocas, o Sapo (sapo bedeutet „Kröte“), in Brasilien Caco, o Sapo. Im größten Teil des spanischsprachigen Lateinamerika ist sein Name la rana René (René, der Frosch), während er in Spanien Gustavo genannt wird. In der arabischen Version ist er als Kamel bekannt. In Ungarn wird er Breki genannt. In der deutschen Version wurde der Name Kermit beibehalten.

## Fiktiver Lebenslauf
Für Kermit wurde im Laufe der Zeit eine eigene Biografie entwickelt. Laut dieser fiktiven Biografie wurde er in Leland (Mississippi) geboren, zusammen mit 2.353 Geschwistern, obwohl er laut einem „Interview“ in der Ellen DeGeneres Show 2011 aus den Sümpfen von Louisiana stammt. Ein Verwandter von Kermit ist sein Neffe Robin der Frosch.
Wie in dem Film Kermit, der Frosch (Kermit's Swamp Years) aus dem Jahr 2002 dargestellt, war er im Alter von 12 Jahren der erste seiner Geschwister, der den Sumpf verließ, und einer der ersten Frösche, die mit Menschen sprachen. Im Film wird er in der ersten Begegnung mit dem 12-jährigen Jim Henson (gespielt von Christian Kriebel) gezeigt.
Laut The Muppet Movie kehrte Kermit in den Sumpf zurück, wo ein vorbeigehender Agent bemerkte, dass er Talent habe, und so ging er nach Hollywood und traf unterwegs auf den Rest der Muppets. Zusammen erhielten sie einen Vertrag von Lew Lord von den Wide World Studios und begannen ihre Karriere im Showbusiness. In der Biografie Before You Leap bezieht sich Kermit erneut auf die Begegnung mit Jim Henson einige Zeit nach den Ereignissen, die im Verlauf des Muppet-Films geschildert wurden, und beschreibt ihre Freundschaft und ihre Partnerschaft in der Unterhaltungsindustrie, wobei er Henson als denjenigen ansieht, dem er seinen Ruhm verdankt.
Fozzie Bär wird als Kermits bester Freund dargestellt – eine Tatsache, die Kermit in Before You Leap wiederholt – und die beiden wurden häufig zusammen bei Sketchen in der Muppet Show und in anderen Muppet-bezogenen Medien und Waren gesehen. Kermit der Frosch führte eine romantische Beziehung zu dem Schwein Miss Piggy, welches erstmals 1974 auftrat.
Am 4. August 2015 wurde verkündet, dass Kermit und Miss Piggy ihre Beziehung beendet hätten. Am 2. September 2015 fand Kermit eine neue Freundin, ein Schwein namens Denise. Im Februar 2016 soll Denise nach fast sechs Monaten ihre Beziehung mit Kermit beendet haben.

## Auftritte
Kermit war sowohl in der Muppet Show als auch in der Sesamstraße eine Hauptfigur. Allerdings hatte er bereits vor dem Debüt in der Sesamstraße 1969 eine herausragende Karriere, als er in Sam and Friend mitspielte, und zahlreiche Muppets gastierten ab 1961 in Today und ab 1966 in der Ed Sullivan Show. 1994 moderierte er im Rahmen eines Aprilscherzes die Sendung Larry King Live auf CNN und interviewte Hulk Hogan. 2021 nahm Kermit als Snail an der fünften Staffel der US-amerikanischen Version von The Masked Singer teil und schied als erster Teilnehmer aus. In der achten Staffel trat er erneut in der fünften Folge auf, die den Muppets gewidmet war. Er sang am Anfang zusammen mit dem Moderator Nick Cannon sowie dem Rateteam bestehend aus Ken Jeong, Jenny McCarthy, Nicole Scherzinger und Robin Thicke sein Lied The Rainbow Connection. Anschließend spielte er bei der Darbietung der Kandidatin Robo Girl das Klavier.

### Sesamstraße
Kermit war eine der ursprünglichen Hauptfiguren der Muppets in der Sesamstraße. Eng mit der Show identifiziert, trat Kermit gewöhnlich als Erklärer für einfache Themen auf, als direkte Bezugsperson für einen anderen Muppet (gewöhnlich Grobi (Grover), Lulatsch (Herry Monster) oder das Krümelmonster (Cookie Monster)) oder als Nachrichtenreporter, der für die Sesamstraßen-Nachrichten Figuren interviewt. Er sang viele Lieder in der Show, darunter Bein' Green, und erschien 1998 in dem Video The Best of Kermit on Sesame Street.
Im Gegensatz zu den übrigen Muppets der Show war Kermit nie Eigentum des Sesame Workshop und war nur selten Teil der Vermarktung der Show. Als der Sesame Workshop, welcher die Show produzierte, für 180 Millionen Dollar das volle Eigentum an seinen Figuren von der Jim Henson Company erwarb, war Kermit nicht in den Vertrag einbezogen. Die Rechte an der Figur gehören jetzt dem Muppets Studio, einer Abteilung der Walt Disney Company. Kermits erster Auftritt in der Sesamstraße, nachdem Disney die Rechte erworben hatte, war in einem Elmo's World-Segment bei der Premiere der 40. Staffel. Zuletzt trat er bei der Feier zum 50-jährigen Jubiläum der Show auf, wo er mit dem Musiker Elvis Costello „Bein' Green“ sang.

### Die Muppet Show
In der Fernsehserie Die Muppet Show war Kermit die Hauptfigur, der Showrunner und der leidgeprüfte Inspizient der Theatershow und versuchte, in dem von den anderen Muppets verursachten Chaos Ordnung zu halten. Henson behauptete einmal, dass Kermits Job in der Muppet Show seinem eigenen sehr ähnlich sei: „Er versuchte, einen Haufen Verrückter dazu zu bringen, den Job tatsächlich zu erledigen.“ In dieser Show entwickelte sich der Running Gag, bei dem Kermit von Miss Piggy verfolgt wurde.
In Muppets Tonight war Kermit immer noch eine Hauptfigur, obwohl er eher der Produzent als der Frontmann war. Er trat in vielen Parodien auf, wie z. B. NYPD Green, City Schtickers, Flippers und The Muppet Odd Squad sowie in dem Sketch The Psychiatry's Office. Er trat auch in dem Spielfilm Die Muppets von 2011 auf.
Kermit diente auch als Maskottchen für die Jim Henson Company bis zum Verkauf der Muppet-Figuren an Disney.

### Filmografie
Liste von bekannten Auftritten der Figur:
- 1955–1961: Sam and Friends (TV)
- 1969–1990, 1996–2001, 2009: Sesamstraße (TV)
- 1969: Hey, Cinderella!
- 1970: The Muppets on Puppets (TV)
- 1971: The Frog Prince (TV)
- 1974: The Muppet Valentine Special (TV)
- 1975: The Muppet Show: Sex and Violence (TV)
- 1976–1981: The Muppet Show (TV)
- 1977: Emmet Otter’s Jug-Band Christmas (TV)
- 1979: Muppet Movie
- 1981: Die große Muppet-Sause
- 1984: Die Muppets erobern Manhattan
- 1984–1991: Jim Henson’s Muppet Babies (TV)
- 1985: Sesame Street Presents Follow That Bird
- 1986: The Muppets: A Celebration of 30 Years (TV)
- 1986: The Christmas Toy (TV)
- 1987: A Muppet Family Christmas (TV)
- 1989: The Jim Henson Hour (TV)
- 1990: Comic-Stars gegen Drogen (TV)
- 1990: The Muppets in Walt Disney World (TV)
- 1990: The Muppets Celebrate Jim Henson (TV)
- 1992: Die Muppets-Weihnachtsgeschichte
- 1994: Muppet Classic Theater (Direct-to-Video)
- 1996: Muppets – Die Schatzinsel
- 1996–1998: Muppets Tonight (TV)
- 1999: Muppets aus dem All
- 2002: Kermit der Frosch (Direct-to-Video)
- 2002: Das größte Muppet Weihnachtsspektakel aller Zeiten (TV)
- 2004, 2011: Saturday Night Live (TV)
- 2005: Muppets: Der Zauberer von Oz (TV)
- 2007: Mr. Magoriums Wunderladen
- 2008: Studio DC: Almost Live (TV)
- 2008: Die Muppets – Briefe an den Weihnachtsmann (TV)
- 2011: Die Muppets
- 2013: Lady Gaga and the Muppets Holiday Spectacular (TV)
- 2014: Muppets Most Wanted
- 2015–2016: The Muppets (TV)
- 2020: Und jetzt: Die Muppets! (TV)
- seit 2018: Muppet Babies (TV)

## Rezeption

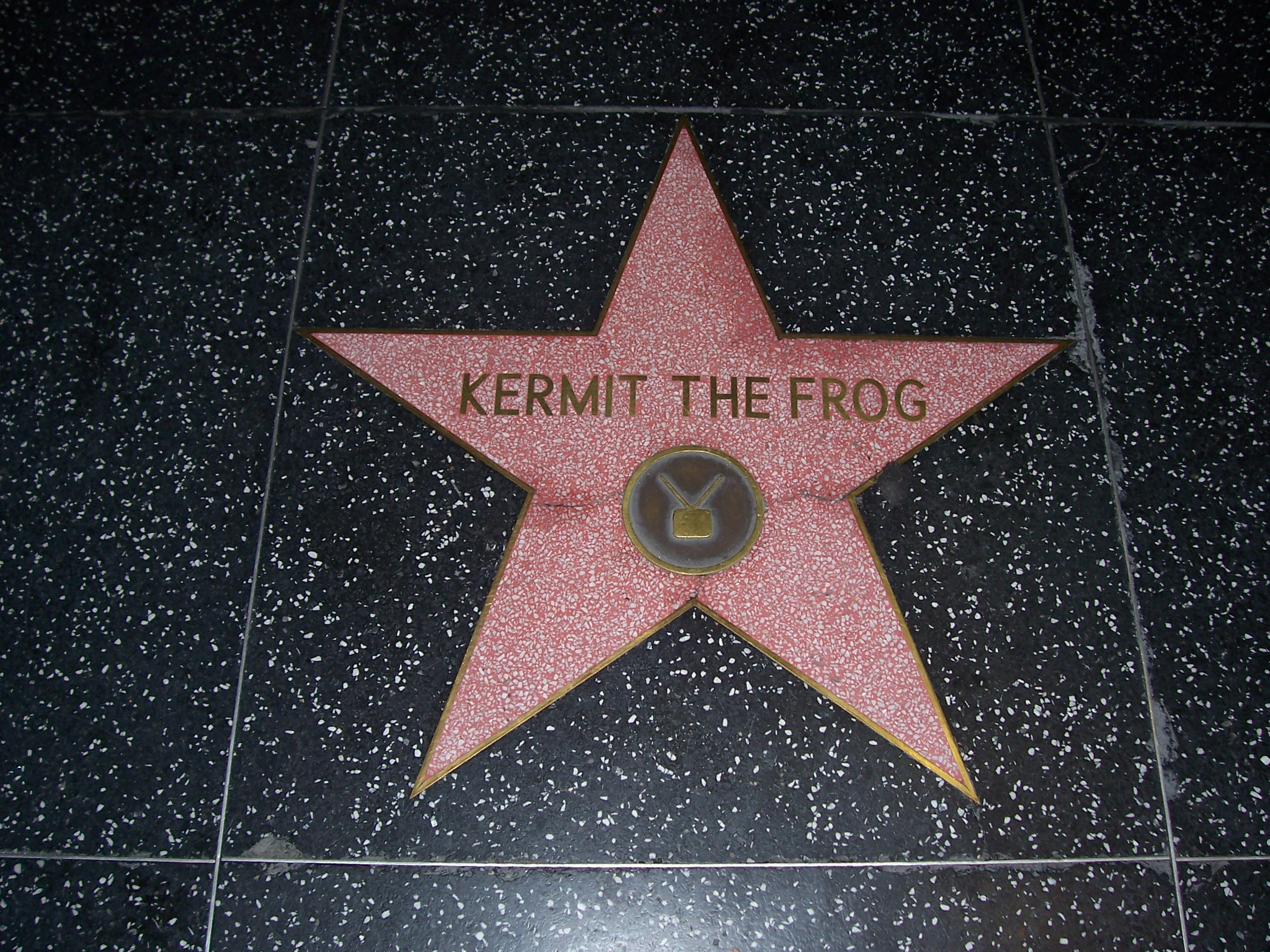
Stern von Kermit auf dem Hollywood Walk of Fame

Kermit der Frosch gilt als eine der bekanntesten und ikonischsten Figuren der Muppets und erfuhr im Laufe der Zeit eine breite Rezeption in Kultur und Medien. Seit 2002 besitzt die Figur einen eigenen Stern auf dem Hollywood Walk of Fame. Kermit wurde am 19. Mai 1996 am Southampton College, New York mit der Ehrendoktorwürde der Amphibischen Briefe ausgezeichnet, wo er auch eine Antrittsrede hielt. Er ist auch der einzige „Amphibier“, der die Ehre hatte, vor der Oxford Union zu sprechen. Eine Statue von Henson und Kermit wurde 2003 auf dem Campus von Hensons Alma Mater, der University of Maryland, College Park, aufgestellt. Im Jahr 2013 wurde die originale Kermit-Puppe aus Sam and Friends an die Smithsonian Institution in Washington, D.C. gespendet, um sie in der Popkultur-Galerie auszustellen. Eine Kermit-Puppe ist auch im National Museum of American History zu sehen.
Zu Kermits 50. Geburtstag im Jahr 2005 gab der US Postal Service eine Reihe neuer Briefmarken heraus, auf denen Fotos von Kermit und einigen seiner Muppets-Kollegen abgebildet sind. Der Hintergrund des Briefmarkenbogens zeigt ein Foto eines silhouettierten Henson, der in einem Fensterschacht sitzt, während Kermit auf seinem Schoß sitzt und ihn anschaut.
Nachbildungen von Kermit gehören zu den meistverkauften Stofftieren, insbesondere in Japan. Die Figur hatte Auftritte in zahlreichen Fernsehshows und wurde häufig parodiert. In den letzten Jahren ist die Figur Gegenstand zahlreicher Memes im Internet geworden.
2015 erregte die Entdeckung der Froschart Hyalinobatrachium dianae in Costa Rica große Aufmerksamkeit, da diese große Ähnlichkeiten mit Kermit aufwies.

## Kermit in der Internetkultur
Kermit der Frosch wurde zum ersten Mal im Jahr 2007 in einer inoffiziellen Parodie zu einem Internet-Meme, als ein Video von ihm auftauchte wie er eine Version des Songs Hurt von Johnny Cash sang. Das Video stand im Kontrast zu der freundlichen Persönlichkeit von Kermit, denn es zeigte wie er Drogen konsumierte, rauchte, Alkohol trank und Oral Sex mit Rowlf dem Hund hatte. Es zeigte auch einen Suizidversuch von Kermit. Über das Video wurden viele Presseartikel geschrieben, die London Free Press nannte es „Trauriger Kermit in einer Welt voller Schmerz“, die Houston Press beschrieb es als „das empörendste Web-Phänomen der Welt“
Kermit wurde ein weiteres Mal im Jahr 2014 zu einem Internet-Meme als er in einer Werbung von Lipton Tea „Be more Kermit“ eine Tasse Tee getrunken hatte. Zu dem Meme wird oft der Satz „But That's None of My Business“ verwendet.
Seinen richtigen Start hatte das Meme als LeBron James auf Twitter eine Kappe, auf der ein Tee trinkender Kermit zu sehen war, postete. Das Meme wurde danach auch in Good Morning America mit dem Hashtag #tealizard gepostet. New York magazine berichtete darauf, dass Good Morning America Kermit beleidigt haben soll, weil Kermit der Frosch ein Amphib sei, und kein Reptil. Diese Aussage wurde von Popular Science unterstützt.